# Somme-Tourbe
Somme-Tourbe é uma comuna francesa na região administrativa do Grande Leste, no departamento de Marne. Estende-se por uma área de 19.39 km², e possui 141 habitantes, segundo o censo de 2018, com uma densidade de 7.3 hab/km².